# バドラバーフ
バドラバーフ（Bhadrabāhu）は、ジャイナ教の第6代教団長で聖典伝承者。マウリヤ朝のチャンドラグプタ王の師と伝えられる。伝承によれば、バドラバーフは聖典を完全な形で継承していた最後の人物であった。

## 生涯

### シュヴェーターンバラ派の伝承
『カルパ・スートラ』によると、バドラバーフのゴートラはプラーチーナ（パーイーナ）であり、スダルマンから数えて6代目の教団長にあたる。ヘーマチャンドラ『パリシシュタパルヴァン』によると、マガダ国で12年の飢饉があったために教団が移動したというが、どこへ移動したかははっきり記されていない。
ジャイナ教の聖典は14のプールヴァ（プッヴァ）と12のアンガから構成されていたが、パータリプトラで聖典の結集を行ったとき、プールヴァが伝承されていないことがわかり、聖典を完全に暗記していたバドラバーフを招聘しようとした。当時ネパールで瞑想を行っていたバドラバーフは招きを断わった。バドラバーフはストゥーラバドラを呼びよせてプールヴァを伝えたが、最後の4つのプールヴァを他人に教えることを禁じた。その後残りの10プールヴァの知識も次第に失われたという。
バドラバーフはラージャグリハ近くのヴァイバールギリ山の洞窟で没した。没年はマハーヴィーラの没年の170年後と伝えられる。したがって、かりにマハーヴィーラが紀元前467年に没したとすると、バドラバーフは紀元前297年に没したことになる。

### ディガンバラ派の伝承
ディガンバラ派の伝承によれば、バドラバーフは12年の飢饉が起きることを予言し、それを逃がれるために信者の多くは南方の、今のカルナータカ州マイソール近辺に移住した。飢饉が終わった後に信者たちは北方のパータリプトラに戻ってきたが、不在のあいだに聖典が勝手に定められていた。南方から帰ってきた信者たちはこの聖典の権威を認めず、また沙門が白衣を身につけるなどの戒律の変更も拒否した。
バドラバーフ自身が南方への移住を率い、今のカルナータカ州シュラバナベラゴラで自ら食物を断って没したとも、チャンドラグプタ自身が晩年は退位してジャイナ教の僧となり、南方に移ってシュラヴァナベラゴラで没したともいう。シュラヴァナベラゴラはジャイナ教の聖地になっている。
シュヴェーターンバラ派とディガンバラ派のどちらの伝承も史実として確認はできない。南方への移動があったことは碑文が残っているが、それにバドラバーフやチャンドラグプタが関連していたかどうかは不明である。

## 著作
バドラバーフはチェーダスートラ（チェーヤスッタ）に分類されるシュヴェーターンバラ派の戒律のうち『カッパ』、『ヴァヴァハーラ』、『ニシーハ』の作者と伝えられ、『カルパ・スートラ』の名で知られる『ダサー・スヤッカンダ』第8章もバドラバーフの作とされる。
ニルユクティ（ニッジュッティ）と呼ばれる聖典の注釈の多くもバドラバーフの作と伝えられるが、これらは聖典伝承者のバドラバーフよりも数世紀時代が新しいものと考えられている。